# Toyen
Toyen, pseudonimo di Marie Čermínová (Praga, 21 settembre 1902 – Parigi, 9 novembre 1980), è stata una pittrice e illustratrice ceca, anche redattrice e membro del movimento surrealista.

## Biografia
Dopo aver lavorato come operaia, dal 1919 al 1920, frequentò la Scuola di Belle Arti di Praga. Molto attiva nel mondo artistico praghese delle avanguardie, fu chiamata "la Musa del Devětsil"" dall'architetto Bedřich Feuerstein. Lavorò spesso a stretto contatto con il poeta e artista surrealista Jindřich Štyrský, con il quale visse a Parigi fra il 1925 e il 1928. Nel 1934 fondò il gruppo surrealista cecoslovacco insieme a Štyrský, Jindřich Heisler e Karel Teige. A Parigi strinse legami artistici con André Breton e Paul Éluard e partecipò all'Esposizione internazionale surrealista del 1938. Forzata a nascondersi durante l'occupazione nazista e durante la seconda guerra mondiale, si stabilì a Parigi prima che i comunisti conquistassero la Cecoslovacchia nel 1948. Lavorò qui con Breton e con Benjamin Péret. Toyen si riferiva a se stesso al maschile e i suoi disegni erano spesso erotici. Morì nel 1980 e venne sepolta nel Cimitero dei Batignolles, a Parigi.

## Riconoscimenti
Nel 2005 il regista ceco Jan Nemec ha girato il film Toyen (film) ispirato alla vita del pittore, che è stato interpretato dall'attrice Zuzana Stivínová.

## Pseudonimo
Alla pittrice Manka (Marie) Cerminova non piaceva il suo cognome, chiedeva agli amici della sua cerchia - di cui lei era la musa - di inventargli uno pseudonimo adatto. Come non amava il suo cognome, così non amava di appartenere al genere femminile e parlava di sé solo al maschile. Nel 1922 adottò lo pseudonimo Toyen, derivato a suo dire da citoyen, termine francese per "cittadino". Jaroslav Seifert gli dedica un capitolo (La signorina Toyen) nel libro Tutte le bellezze del mondo, dove fra l'altro ricorda che un giorno in cui stava insieme a lui in un caffè di Praga, ebbe l'idea del cognome «Toyen» e lo scrisse su un tovagliolo a lettere maiuscole. Il pittore decise di assumere quel cognome senza nemmeno pensarci. Lo stesso Seifert ricorda che in un'intervista in Francia la Cerminova dichiarò che il cognome derivava dal francese «citoyen» e Seifert si rammarica che egli avesse dimenticato quella circostanza e quell'angolo del Caffè Nazionale. Dopo un primo periodo cubista, espresso in una serie di quadri naïf dai soggetti esotici, entrò a far parte del gruppo surrealista di Praga, che contribuì a fondare.

## Opere
- 1935?: Le Reste de la nuit[5]
- 1937: Spectres du désert[6]
- 1940: Le Tir[7]
- 1943: Relâche[8]
- 1946: Au château Lacoste[9]
- 1950: Tous les éléments[10]
- 1962: Coulée dans le lointain[11]
- 1962: Le Festin de soie[12]
- 1966: Le Paravent[13]